# حرية الصحافة في سريلانكا
حرية الصحافة في سريلانكا مكفولة بموجب المادة 14 (1) (أ) من دستور سريلانكا التي تمنح كل مواطن «حرية الكلام والتعبير بما في ذلك النشر». وعلى الرغم من ذلك، هناك قمع واسع النطاق لوسائل الإعلام، وخاصة تلك التي تنتقد الحكومة. تحتل سريلانكا المرتبة 165 من بين 180 دولة في مؤشر حرية الصحافة وفقًا لمنظمة مراسلون بلا حدود لعام 2014. فقد حكمت منظمة فريدم هاوس على الصحافة السريلانكية بأنها ليست حرة. فخلال الحرب الأهلية، كانت سريلانكا من أخطر الأماكن التي يمكن أن يعمل فيها الصحفيون. انتهت الحرب الأهلية في مايو 2009، ولكن وفقًا لمنظمة مراسلون بلا حدود، استمرت عمليات القتل والهجمات الجسدية والاختطاف والتهديدات والرقابة وإن كبار المسؤولين الحكوميين، بمن فيهم وزير الدفاع غوتابهايا راجاباكسا، متورطون بشكل مباشر.

## المقدمة
على الرغم من أن الدستور يضمن حرية التعبير، إلا أنه يضع قيودًا كبيرة على ممارسة هذا الحق.
هذا، جنبًا إلى جنب مع مختلف القوانين واللوائح، مثل قانون منع الإرهاب لعام 1979، الذي جرى تقديمه للتعامل مع جماعة التاميل المتشددة، وقد استخدمته الحكومات المتعاقبة لقمع حرية التعبير. خلال الحرب الأهلية، قُتل العديد من الصحفيين أو تعرضوا للاعتداء أو فقدوا.  قُتل 25 صحفيًا بين عامي 1999 و 2011. وفرَّ العشرات إلى الخارج.
الكثير من وسائل الإعلام في سريلانكا مملوكة للدولة. إذ لا توجد لوائح معمول بها لضمان استقلالية التحرير، وبدلاً من ذلك تتخذ وسائل الإعلام المملوكة للدولة موقفاً قوياً مؤيداً للحكومة. هذا وعلى الرغم من وجود مجموعة كبيرة من وسائل الإعلام المملوكة بشكل مستقل في سريلانكا، إلا أن معظمها يمارس الرقابة الذاتية. انتهت الحرب الأهلية في أيار 2009 لكن العديد من قوانين وأنظمة زمن الحرب بقيت سارية. تراجعت الهجمات على وسائل الإعلام لكن الصحفيين بقيوا يتعرضون للمضايقة والترهيب.

## جرائم القتل
قُتل ثيفيس جوروج، وهو رئيس شبكة التلفزيون المستقلة المملوكة للدولة، في 23 من شهر تموز 1989. ونُسب اللوم في مقتله إلى جاناتا فيموكثي بيرامونا.
جُرَّ بريماكيرثي دي الويس، مذيع لشركة سريلانكا روبافاهيني المملوكة للدولة، من منزله في هوماغاما وقتل ليلة 31 تموز 1989. إذ أُلقي اللوم في مقتله على جاناتا فيموكثي بيرامونا.
في صباح يوم 18 من شباط 1990، اختطف رجال مسلحون ريتشارد دي زوسا، الصحفي الذي يعمل لدى إنتر برس سيرفس، من نزله في ويليكاداوات، كولومبو. إذ عُثر عليه ميتًا في صباح اليوم التالي على شاطئ كورالاويلا في موراتوا –حيث أصيب برصاصة في رأسه وحنجرته وكُسر فكه. يُعتقد أن ريتشارد  قُتل على يد فرق الموت التي جرى تشكيلها لقتل أعضاء JVP وأنصارهم بعد فضح مقتل الطلاب على يد فرق الموت تلك.
هذا وقد قُتلت روهانا كومارا، محررة صحيفة ساتانا، بالرصاص في بانجيريوات، كولومبو في 7 أيلول/ سبتمبر 1999. انتقدت الصحيفة الحكومة وكشفت فضائح شخصية وسياسية. تعرضت كومارا للمضايقات من قبل الحكومات المتعاقبة.  يُزعم أن الرئيسة تشاندريكا كوماراتونجا قد وفرت الحماية لقتلة كومارا.
قُتل أتبوثراجا ناداراجاه، محرر جريدة ثيناموراسو وعضو البرلمان في الحزب الديمقراطي الأوروبي، بالرصاص في كولومبو في 2 نوفمبر/ تشرين الثاني 1999. يذكر أن ثيناموراسو صحيفة تصدر عن حزب EPDP، وهو جماعة شبه عسكرية تدعمها الحكومة. وقد انتقد ناداراجاه الحزب في الصحيفة ودعم مقاتلي التاميل.
قُتل إنديكا باثينيفاسان، مساعد الكاميرا لشبكة تلفزيون مهراجا، وأنورا بريانثا، مساعدة الكاميرا لشبكة التلفزيون المستقلة المملوكة للدولة، في تفجير انتحاري في تجمع انتخابي في كولومبو في 18 ديسمبر 1999. إذ استهدف الانفجار الرئيسة تشاندريكا كوماراتونجا ويعتقد أنه من عمل نمور التاميل.
قُتل فاستيان أنتوني مارياداس، وهو مراسل إذاعي مستقل يعمل لحساب هيئة الإذاعة السريلانكية المملوكة للدولة، بالرصاص خارج كنيسة القديس أنتوني، فافونيا في 31 ديسمبر/ كانون الأول 1999. إذ كانت الأخيرة تقبع داخل الأراضي التي تسيطر عليها الحكومة.
ميلفاغانام نيمالراجان، وهو صحفي يعمل  في صحيفة فيراكيساري، قتل بالرصاص في منزله في جافنا في 19 أكتوبر 2000. إذ كان نيمالراجان من أوائل الصحفيين الذين كتبوا عن مقابر شيماني الجماعية، وقد كشف عن تزوير وترهيب حزب الشعب الديمقراطي لشعب إيلام (EPDP)، وهي مجموعة شبه عسكرية تدعمها الحكومة، خلال الانتخابات البرلمانية لعام 2000. قُبض على العديد من أعضاء الحزب، ولكن لم يُقدَّم أي شخص إلى العدالة بسبب مقتل نيمالراجان لتدخل الحكومة وقوات الأمن.
أياثوراي نادسان، صحفي في صحيفة فيراكيساري، قُتل بالرصاص في باتيكالوا في 31 مايو/ أيار 2004. إذ كتب نادسان عدة مقالات تنتقد الحكومة والجماعات شبه العسكرية. أُلقي اللوم على فصيل كارونا، وهو جماعة شبه عسكرية تدعمها الحكومة، في مقتل الأخير.
قُتل بالانادراجاه إيير (المعروف أيضًا باسم سينا بالا)، الذي كان عضوًا في هيئة تحرير صحيفة ثيناموراسو، بالرصاص في ويلوات، كولومبو في 16 أغسطس/ آب 2004. ثيناموراسو صحيفة تصدر عن حزب EPDP، وهو جماعة شبه عسكرية تدعمها الحكومة. إذ تعرضت هي وصحافيوها للهجوم من قبل حركة نمور تحرير تاميل إيلام في عدة مناسبات. وكان إيير قد انتقد انتهاكات حقوق الإنسان التي ترتكبها حركة نمور تحرير تاميل إيلام، وهددته الأخيرة قبل مقتله. ألقى حزبEPDP  وآخرون باللوم على حركة نمور تحرير تاميل إيلام في مقتل إيير.
قُتل لانكا جاياسوندارا، مصور لجريدة ويجية، في هجوم بقنبلة يدوية في حفل موسيقي في كولومبو في 11 ديسمبر 2004. إذ تعرض حفل الإغراء 2004 لانتقادات شديدة من قبل المتطرفين البوذيين السنهاليين لأنهم زعموا أنه وقع في الذكرى الأولى لوفاة الراهب البوذي جانجوداويلا سوما ثيرو. شن المتطرفون البوذيون السنهاليون، بمن فيهم أعضاء من القومية المتطرفة جاثيكا هيلا أورومايا، احتجاجًا عنيفًا ضد الحفلة الموسيقية وكانوا يصبون معظم غضبهم على الأفراد الذين يحضرون الحفل.
في ليلة 28 أبريل/ نيسان 2005، اختطف أربعة رجال في شاحنة صغيرة بيضاء تاراكي سيفارام، وهو محرر لموقع تاميل نت الإخباري، أمام مطعم على بعد أمتار من مركز شرطة بامبالابيتيا، كولومبو. حيث عُثر عليه مقتولاً في صباح اليوم التالي في حمبلالا داخل منطقة أمنية مشددة بالقرب من البرلمان – وجرى إطلاق النار عليه وضربه. كان سيفارام قومياً من التاميل وينتقد انتهاكات قوات الأمن السريلانكية والقوات شبه العسكرية. كما كان ينتقد انفصال العقيد كارونا عمان عن جبهة تحرير نمور التاميل. في عام 2000 أصدرت منظمة غامضة تهديدات ضد سيفارام وصحفيين آخرين، واصفة إياهم بالخونة والجواسيس. وكان قد وصفه القومي المتطرف جاثيكا هيلا أورومايا بأنه "صحفي إرهابي". داهمت الشرطة منزل سيفارام عدة مرات واتهمته وسائل الإعلام الموالية للحكومة بأنه جاسوس لحساب الجبهة. وكان سيفارام يخشى على حياته قائلاً "حياتي في خطر جسيم. ووفقًا للصحفي جيراج، ربما يكون العقيد كارونا قد قتل شخصيًا سيفارام.
قُبض على أروموجام سري سكاندراجا (المعروف أيضًا باسم بيتر)، عضو منظمة التحرير الشعبية لتاميل إيلام (PLOTE)، وهي مجموعة شبه عسكرية تدعمها الحكومة، لكن القضية المرفوعة ضده قد أُسقطت. أعيد استئناف القضية ضد سري سكاندهاراجا فيما بعد وهي مؤجلة حاليًا.
قُتلت ريلانجي سيلفاراجاه، وهي صحفية مستقلة تعمل في شركة Sri Lanka Rupavahini Corporation  المملوكة للدولة، وزوجها سينادوراي بالرصاص في بامبالابيتيا، كولومبو في 12 آب 2005. استضافت ريلانجي وأنتجت برامج تنتقد حركة نمور تحرير تاميل إيلام المتمردة بناءً على طلب EPDP، وهي مجموعة شبه عسكرية تدعمها الحكومة. وكانت قد تعرضت لانتقادات عدة مرات من جانب حركة نمور تحرير تاميل إيلام بسبب إنتاجها برامج مناهضة لها. إذ يُعتقد أن زوجها على صلة بـ PLOTE، وهي جماعة شبه عسكرية أخرى تدعمها الحكومة. وقد اتُّهمت جبهة نمور تحرير تاميل ايلام بمسؤولية مقتل ريلانجي.
سوبرامانيام سوجيردهارجان (سوجيثاراجا)، صحفي في صحيفة سودار أولي، قُتل بالرصاص في ترينكومالي بالقرب من سكرتارية المحافظ في 24 كانون الثاني 2006. كان سوجيردهارجان قد قدم أدلة فوتوغرافية لوسائل الإعلام على مقتل خمسة طلاب على أيدي قوات الأمن السريلانكية. في اليوم السابق لوفاته، كتب سوجيردهارجان مقالاً في صحيفة سودار أولي يفضح الانتهاكات التي ارتكبها حزب EPDP، وهو جماعة شبه عسكرية تدعمها الحكومة، في منطقة ترينكومالي.